# オースチン・モンテゴ
モンテゴ（Montego）は1984年から1991年まではオースチン・ローバー・グループ、1992年から1994年まではMGがエンジンとパッケージを変更して販売していた4ドアセダンである。

## 概要
ラス・スウィフトが起用され、ターンやドリフト駐車などの印象付けるCMで1984年に登場した。
イギリス国内の販売のみならず、ヨーロッパ各国などでも販売されたが、ブリティッシュレイランド特有の錆の問題や作りの悪さを指摘され、評判は悪かったが、カスタムしやすいとの理由で当時の若者には人気が高かった。
現在もイギリスでは中古車がオークションや一部の中古車屋で安値で取引されている。
日本国内ではオースチンローバージャパンが輸入していた。

## 開発
デザイナーは当時ブリティッシュ・レイランドに勤務していたデビッド・ベイチュ、ロジャー・タッカー、ロイ・アックス、イアン・ビーチが担当し、モンテゴはフォード・シエラ、ボクスホール・キャバリエの対抗車種、モーリス・イタルに代わるセダンとして1984年に開発された。
しかし翌年にはオースチン・ローバーグループの業績悪化などにより、スポーツモデルのMGモンテゴターボが販売される（ブランド統一のため、1991年に生産終了）。
駆動方式はFFで、エンジンは直列4気筒の1.3L、1.6L、2.0Lモデルがあり、MG時代の2.0Lターボモデルは0-100kmは7.2秒と当時のセダンとしては上位な加速性能であった。
1.6Lモデルには手動サンルーフ、ステレオカセットデッキ、パワーウィンドウなどが標準で装備され、当時の欧州車にしては充実したパッケージであり、イギリス国内販売価格でも1万ポンド弱（約200万円）と欧州市場のセダンでも安価な部類であった。